# 阿卡 (神)

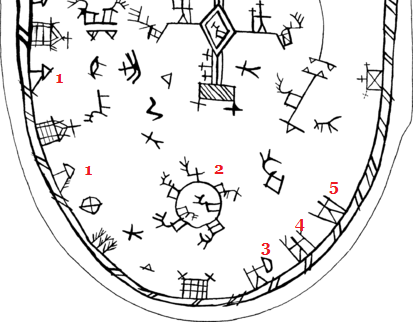
南部萨米人使用的萨米鼓面的局部，红色数字标示了三个主题：吊脚谷仓（1）、畜栏（2）、及三个母神：萨拉卡、尤克萨卡、乌克萨卡（3-5）

阿卡（Akka）是萨米人萨满教及芬兰神话和爱沙尼亚神话中的一位女性神灵。对阿卡的崇拜是非常普遍的，并以祭祀、祷告及各种其它仪式等形式进行。一些萨米人相信阿卡就住在他们的帐篷里。如同其他的神明一样，阿卡的名字也出现在一些地理名字中，这些名字是萨米人留下的痕迹。

## 萨米神话
- 玛德尔阿卡（Maderakka）[1]：第一阿卡，是部落的母亲、妇女和儿童的女神，人类的身体是她所给予。妇女属于她，男孩在成年前也属于她。玛德尔阿卡深受现代萨米女权主义者的欢迎。她的三位女儿是:
  - 萨拉卡（Sarakka）：生育、月经、爱情、性爱、妊娠和分娩女神。妇女分娩后，会吃一种献给她的特殊的粥。现代萨米妇女组织“萨拉赫卡”（Sarahkka）成立于1988年，为纪念她而以她的名字命名[2][3][4]。
  - 尤克萨卡（Juksakka）：“带箭的阿卡”，儿童保护神。
  - 乌克萨卡（Uksakka）：塑造母亲子宫中的胎儿并决定其性别。
- 雅布梅-阿卡（Jabme-Akka）：“亡者的阿卡”，是阴间女神。她安抚和宽慰亡婴之魂，而其他的亡魂都将一直处在悲伤之中。亡者世界的一切都被认为与生者世界相反。因此，死者下葬时要带上生前的必需品（如刀具等）和任何会让他们在来世生活得更好的东西。

## 芬兰和爱沙尼亚神话
在芬兰神话中，阿卡是烏科的妻子，生育女神。当他们做爱会发出雷声。她可能被看成是大自然的女性面。
在爱沙尼亚神话中，她被称为大地之母（Maan-Emo）。